# كارول سوبيسكي
كارول سوبيسكي (بالإنجليزية: Carol Sobieski)‏ (16 مارس 1939 - 4 نوفمبر 1990)، هي كاتبة سيناريو أمريكية، من أشهر اعمالها فيلم «آني (1982)»، وفيلم «الطماطم الخضراء المقلية (1991)».
ولدت يوم 16 مارس 1939 في شيكاغو، والدها محامي ووالدتها سياسية ومعلمة، إنتقلت الأسرة من أماريلو في ولاية تكساس. درست في كلية سميث وحصلت على درجة الماجستير في الأدب من كلية ترينيتي في دبلن.

## وفاتها
توفيت عن عمر 51 عامًا بسبب مرض بلازما الدم المعروف باسم الداء النشواني . 

## روابط خارجية
- Carol Sobieski في قاعدة بيانات الأفلام على الإنترنت